# IPhone (eredeti változat)
Az iPhone (eredeti változat) az Apple Inc. okostelefonja, az iPhone-széria első tagja, amelyet 2007. január 9-én jelentett be az Apple. Az Egyesült Államokban 2007. június 29-től volt elérhető. Retronim elnevezéssel iPhone 1 vagy iPhone 2G. A fejlesztő 2008. június 9-én jelentette be utódját, az iPhone 3G-t. Az eredeti iPhone-ra már nem készülnek frissítések, az utolsó hivatalos operációs rendszer verziója az iOS 3.1.3. 2013. június 11. óta a típust az Apple és más iPhone értékesítők elavultnak jelölik. Az Apple nem értékesít elavultnak jelölt termékeket és cserealkatrészeket sem biztosít ezekhez.

## Története
Steve Jobs, az Apple akkori ügyvezetője gondolta ki az ötletét a multi-touch érintőképernyőnek, amellyel közvetlenül a képernyőre lehet gépelni, billentyűzet vagy egér használata nélkül, ahogy a táblagépeken is. Jobs összehívta az Apple mérnökeit, hogy kidolgozzák a tervet. Amikor Jobs megnézte a prototípust és annak felhasználói felületét, egy második gondolata támadt, mégpedig az, hogy a technológiát mobiltelefonra kellene alkalmazni. A fejlesztés neve Purple 2 projekt volt és 2005-ben indult.
Az Apple létrehozott egy eszközt egy titkos és példátlan együttműködésben az AT&T Mobility-vel (korábban Cingular Wireless). A fejlesztés költségét 150 millió dollárra becsülték több mint harminc hónapos időtartamra. Az Apple visszautasította a "közös program" megközelítést, mint amilyen a cég és a Motorola, Inc. meglehetősen sikertelen együttműködése volt a Motorola ROKR E1 fejlesztése során. Ehelyett a Cingular Wireless megadta a szabadságot az Apple-nek, hogy az iPhone hardverét és szoftverét házon belül fejlesszék.
Az eredeti iPhone-t 2007. január 9-én mutatta be Steve Jobs a San Franciscó-i Macworld Conference & Expo rendezvényen. Jobs azt nyilatkozta, "Erre vártunk két és fél éve" és hogy "a mai napon az Apple újraalkotja a telefont." Jobs három eszköz ötvözeteként mutatta be az iPhone-t: egy "nagyképernyős iPod érintő irányítással", "egy forradalmi mobiltelefon" és "egy áttörő internet kommunikációs eszköz".

### Megjelenése
Az iPhone 2007. június 29-től volt elérhető az Egyesült Államokban, ahol a hírek szerint több ezer ember várakozott az Apple és AT&T üzletek előtt már napokkal az első árusítás előtt, és számos üzletből fogyott el a teljes készlet órák alatt. Hogy elkerüljék az olyan problémákat, mint ami a PlayStation 3 bevezetésénél történt (rablások, lövöldözések), szolgálatos kívüli rendőröket bíztak meg az üzletek éjszakai felügyeletével.
A készülék 2007 novemberétől volt kapható az Egyesült Királyságban, Franciaországban, Németországban, Spanyolországban, Portugáliában, Írországban és Ausztriában.
Tíz megkérdezett amerikaiból hat válaszolta azt, hogy tudott az iPhone érkezéséről még annak nyilvánosságra hozatala előtt. A 17 éves George Hotz adta el az első kártyafüggetlen iPhone-t az Egyesült Államokban három függő iPhone-ért és egy Nissan 350Z-ért.

### A megjelenést követően
Az iPod touch, egy érintőképernyős eszköz média és internet tudással és az iPhone felhasználói felületével, de mobilhálózathoz való kapcsolódási lehetőség nélkül, 2007. szeptember 5-én vált elérhetővé. Ezzel egy időben az Apple jelentősen csökkentette a 8 gigabyte-os modell árát (599 dollárról 399 dollárra), és megszüntette a 4 gigás modellt. A cég öt nappal később és 74 nappal megjelenése után eladta az egymilliomodik Iphone-t. Miután több száz dühös levelet kaptak az árcsökkentés miatt, az Apple minden korai vásárlójának bolti kedvezményt biztosított.
A 16 gigabyte-os változat 2008. február 5-én került a boltokba. Az Apple március 6-án kiadott egy iOS fejlesztői csomagot, amely lehetővé tette, hogy a fejlesztők létrehozzák azokat az alkalmazásokat, amelyek elérhetőek lettek az iOS 2.0 verzióban, amely ingyenes frissítési lehetőség volt az iPhone használók számára. Június 9-én az Apple bejelentette az iPhone 3G-t, amelyet július 11-től kezdtek árusítani. Az eredeti iPhone készülékek gyártását akkor beszüntették, összesen 6 124 000 darabot adtak el belőle.
Az Apple irodalom erre a készülékre csak iPhone-ként hivatkozik, az eredeti iPhone kifejezés egy 2010. júliusi sajtóközleményben hangzott el.

## Szoftver
Megjelenésekor a készülék operációs rendszerére OS X néven hivatkoztak. Az iPhone OS elnevezés 2008 márciusától, az iOS SDK fejlesztői csomag megjelenésével lett használatos. Forgalmazása során az eredeti iPhone az iPhone OS 1, iPhone OS 2 és iPhone OS 3 szoftvereket használta. Az iOS 2 2008. július 11-én jelent meg, az iOS 3 2009. június 17-én. A készülékben legutolsóként használt verzió az iOS 3.1.3 volt, amely 2010. február 2-től volt elérhető (a terméktámogatás ezzel megszűnt).